# Lyrik
Lyrik kommer fra græsk ”lyra”, strengeinstrumentet ”lyre”. Lyrik akkompagneres gerne af musik og skildrer følelser, sanseindtryk og øjebliksstemninger. Lyrik er digtekunst, en litterær form. Den er ofte på vers. Lyrik besynger, mens andre vers som heltekvad, lærestykker, epos og fabler fortæller. De fleste digte er på vers og med gennemtænkt form og mønster i tryk og rim. Sproget afviger ofte fra normalsproget i både form og ordstilling. Digte kan være svære at sætte i bås, da nogle digtere gør alt for at bryde alle former og vedtægter.

## Den danske lyrik i historisk perspektiv

### Middelalderen 1100-1500
I 1050 fik kongemagten en central position. Der udvikledes en feudal (de øverste bestemmer) samfundsstruktur, hvor slægten fik en betydningsfuld rolle, der afspejledes i digtningen.
Folkeviser: synge- og danseviser produceret for overklassen. Ridderviser, trylleviser og historiske viser.

### Renæssancen og humanismen 1500-1660
Kirkens indflydelse blev svækket og skabte grobund for den humanistiske bevægelse, hvor det enkelte menneske frit kan udvikle sig. Samtidig voksede der en interesse for den gamle kulturverden fra oldtidens Grækenland og det romerske rige. Renæssance betyder genfødsel, og dens digterne skrev sonetter.

### Barokken 1660-1720
Lyrikken var kendetegnet af enevældens pompøse og imponerende stil. Forfatterne var afhængige af økonomisk støtte fra magthaverne og støttede mæcenerne i digtene. Litteraturen tilpassede sig specielt den enevældige konge og priste ham ved enhver lejlighed. Stilen var kendetegnet af et overdådigt udtryk med overdådigt overlæssede metaforer, symboler, sindbilleder, beskrivelser og tekstbilleder.
Tidens betydeligste salmedigter var Thomas Kingo, der udgav en ny salmebog i overensstemmelse med enevældens principper og roste enevælden i svulmende hyldestdigte og lovprisninger.
Thomas Kingo: Vågn op og slå på dine strenge.

### Oplysning og følsomhed 1720-1800
Den økonomiske situation blev bedre i 1700- tallet. Borgerskabet fastslog nu sin kulturelle og økonomiske position. Der opstod et behov for litteratur til denne uddannede gruppe.
Under indflydelse af oplysningstiden i udlandet lagde digterne vægt på personlig ansvarlighed. Det storslåede blev afløst af en mere enkel og behersket stil, og nøgleordene blev det fornuftige, det naturlige og det nyttige. Ludvig Holberg blev gennem sine satiriske vers fortaler for den nye enkle og rationelle stil. Samtidig med den fornuftsprægede litteratur blev der skrevet mere følelsesladede værker. Den mest konsekvente udformning af følelsesretningen var pietismen, en religiøs bevægelse, der forsagede alle verdslige forlystelser. Salmedigteren H.A. Brorson var dens hjerteligste fortaler.
Brorson: Den yndigste rose er funden.

### Romantikken 1800-1870
Romantikken opstod som en reaktion på 1700- tallets rationelle og fornuftsprægede tankegang. Romantikken er en bevægelse, der vender blikket indad for der at finde det egentlige og dybe i tilværelsen, og det er det intense følelsesliv, der bliver dyrket.
Perioden deles i underperioder:
- Universalromantik 1800-1830, der bygger på, at naturen er gennemtrængt af en fælles ånd. Forfattere som Adam Oehlenschläger (hans ungdomsværker) og Schack von Staffeldt skrev løs. Den panteistiske tankegang (en fælles guddommelig ånd gennemstrømmer alt levende) var gennemgående i denne periode. De mest betydningsfulde digtere var H C Andersen, H C Ørsted, Adam Oehlenschläger, N.F.S. Grundtvig og B.S. Ingemann.

- Poetisk realisme og romantisme 1830-1845 med øget interesse for det virkelighedsnære. I den poetiske realisme skildredes kun en del af virkeligheden, som passede ind i de borgerlige normer. J.L. Heiberg var fortaler for denne periode i sine vaudeviller og for ætsende vittig satire i En Sjæl efter Døden. Romantismen gjorde op med universalromantikkens værdier og blev optaget af at overskride de vedtagne normer. Forfattere som Christian Winther og H.C. Andersen skrev betydningsfulde værker.

- Kritisk realisme og den mere uforpligtende litteratur 1845 – 1870, hvor filosoffen Søren Kierkegaard ikke udgav digte, men inspirerede forfatteren Paludan-Müller til Adam Homo med oprør mod tidens materialisme og egoistiske livsform. Forfattere af historiske romaner Carit Etlar og H.F. Ewald skrev kun prosa.

Grundtvig: Nu falmer skoven trindt om land
B.S. Ingemann: I sne står urt og busk i skjul
H.C. Andersen: Hist, hvor vejen slår en bugt

### Det moderne gennembrud
Det moderne gennembrud inddeles i følgende underafdelinger:
- Naturalismen 1870- 1890, naturalismen er en reaktion mod romantikkens religiøse idealisme, og den har tydelig forbindelse med naturvidenskabens vækst i det 19. århundrede. Naturalismens digte er fåtallige. I malerkunsten og litteraturen bestræbte naturalisterne sig på en tro gengivelse af virkeligheden. Georg Brandes holdt i 1871 forelæsninger på Københavns Universitet, hvori han gjorde op med romantikkens digtere. De mest berømte forfattere i denne periode var: J.P. Jacobsen, Henrik Pontoppidan og Herman Bang. J. P. Jacobsen skrev digte, mens Pontoppidan og Bang brillerede med deres prosa.

- Symbolismen 1890-1900. Mod 1890 var der oprør mod den naturalistiske tankegang, og betydningen af det religiøse liv blev fremhævet. De danske digtere lod sig inspirere af den franske symbolisme, hvis poesi var et vigtigt element til at gengive verden. Virkeligheden forvandledes til et symbol. De danske symbolister var Sophus Claussen, Ludvig Holstein, Gustav Wied (der skrev få digte) og Helge Rode. Helge Rode skrev nationale digte: "Som en rejselysten flåde" og "Prinsesse Tove af Danmark",

- Den folkelige realisme 1900-1914. Lyrikken blev igen realistisk, og det blev kulturen på landet, der blev dominerende. Forfattere som Jeppe Aakjær og Johan Skjoldborg skrev lyrik om landbobefolkningen. Mens Johannes V. Jensen koncentrerede sig om "frokosten".

- Krigslitteraturen 1914-1920; 1. verdenskrigs udbrud inspirerede også i Danmark til national lyrik. Her kan nævnes Axel Juel og Emil Bønnelycke.

Helge Rode: Som en rejselysten flåde

### 1920-1945
Efter 1. verdenskrig blev livssynet endnu mere pessimistisk, og der skete en opløsning af de gamle værdier. Det skabte baggrund for det moderne, og livsstilen blev mere afslappet og hektisk. Radioen slog for alvor igennem i 30'erne. Også litterært kom massekulturens jule- og seriehefter samt filmromaner. Jacob Paludan skildrer brydningen mellem gammelt og nyt, og forfattere som Tom Kristensen og Nis Petersen skildrer en menneskelig usikkerhed. I 30'erne talte venstreorienterede forfattere som Poul Henningsen til fornuften. Og sang om frigørelsen. Forfattere som Hans Kirk,Harald Herdal og Hans Scherfig skrev socialkritiske romaner, der skildrede samfundsforholdene som afgørende for menneskets udvikling. Poul Henningsen var med til at skabe den samfundskritiske revy. Det psykologiske aspekt i romaner og noveller ses hos forfattere som H.C. Branner, Leck Fischer og Knuth Becker, der skildrer den lille mand, der er kommet i klemme. Under besættelsen 1940 – 1945 opstod "modstandsdigtere" som Kaj Munk, Morten Nielsen og Halfdan Rasmussen.
Poul Henningsen: Man binder os på mund og hånd

### Eksistentialisme 1945-1955
Eksistentialisme er en filosofi, der lægger vægt på det enkelte menneskes ansvar for sin egen tilværelse – gennem nogle eksistentielle valg opnår man identitet. Forfattere som Ole Sarvig, Ole Wivel, Kjeld Abell og Carl Erik Soya var tilhængere af denne filosofi, men skrev uendeligt lidt lyrik: De samledes omkring et kulturtidsskriftet Heretica.
1950'erne blev den litterære tone mere humoristisk og optimistisk som ses hos forfatterne Finn Søeborg, Finn Gerdes og Halfdan Rasmussen. Halfdan rasmussen skrev digte – Søeborg og Gerdes aldrig.

### Modernismen 1956-1965
I 1950'erne tog opbygningen af velfærdsstaten for alvor fart, og de fleste danskere fik bedre materielle forhold. Dette medførte også en større fremmedgørelse, idet det blev almindeligt, at både manden og kvinden var på arbejdsmarkedet. Nogle forfattere advarede mod fremmedgørelsen, iblandt disse var Villy Sørensen, Klaus Rifbjerg, Cecil Bødker og Benny Andersen.
De fleste var optaget af at skildre de psykologiske konflikter i familien, på arbejdspladsen og i kærlighedslivet. Tove Ditlevsens digte var populære.
Tove Ditlevsen: Jalousi
Tove Ditlevsen: Skolebørnene

### Nyrealisme 1966-1973
I midten af 60'erne var velstandens bølge på sit højeste og protester mod samfundsudviklingen hørtes. Også i digte. Resultatet blev et studenteroprør, der bl.a. betød, at man satte spørgsmålstegn ved alle de traditionelle værdier. De bedst kendte nyrealister er Anders Bodelsen, Christian Kampmann, Klaus Rifbjerg og Leif Panduro. Rifbjerg skrev digte. Også i pop/rock-verdenen opstod grupper, som gjorde oprør mod materialismen.
Gasolin: Rabalderstræde'.

### Hverdagsrealisme 1974-1979
Danmark oplevede oliekrisen i 1973, der udløste en økonomisk krise og stor arbejdsløshed. En stor del af litteraturen i sidste del af 70'erne var en brugslitteratur, hvor budskabet spillede en stor rolle. Mange af tidens forfattere skrev i en enkel og hverdagsagtig stil, hvor de politiske og sociale budskaber havde stor betydning. Her kan nævnes Vita Andersen, Martha Christensen og Dea Trier Mørch. Pop- og rocklyrikken var ligeledes præget af de politiske og sociale budskaber.
- Shu-bi-dua: "Den røde tråd"

- Sebastian: "Når lyset bryder frem"

### Postmodernismen 1980-
- I 80'erne var arbejdsløsheden lige så stor som i 70'erne, men der skete en holdningsændring fra en solidaritetsfølelse til en mere jeg-centreret holdning. De fleste forfattere tog afstand fra hverdagsrealismen og begyndte at skrive alternativer til den almindelige hverdag. Troels Kløvedal udgav bøger om sine togter til forskellige eksotiske rejsemål med sit sejlskib. Historiske romaner af Ebbe Kløvedal Reich og Helle Stangerup blev yderst populære.
- Den danske befolknings optagethed af det fremmedartede ses i en særlig genre, der hedder den fantastiske fortælling. Det er en sammenblanding af realisme og eventyrelementer, der giver læserne spændende oplevelser. Forfattere som Ib Michael og Peter Høeg dyrker denne fortællerstil, men den spores ikke i deres lyrik.
- Postmodernisme er en tænkemåde, der bygger på en erkendelse af, at vi lever i en tid. hvor der findes mange forskellige meninger, men ikke nogen overordnet mening. Tilværelsen består af en masse flimrende øjebliksbilleder, der sætter sanserne i gang. Blandt hovednavnene i denne bevægelse er Michael Strunge, Bo Green Jensen, Jens Fink-Jensen, Pia Tafdrup og Søren Ulrik Thomsen.
- Flere af de såkaldte firserlyrikere (lyrikere som debuterede i begyndelsen af 1980erne) manifesterede sig markant som medlemmer af den oprindelige kreds af digtere, der samledes i gruppen omkring "Hvedekorn"-redaktøren Poul Borum. I 1980 arrangerede Jens Fink-Jensen og Michael Strunge sammen med filminstruktørerne Rumle Hammerich og Linda Wendel samt journalisten Synne Rifbjerg, generations-manifestationen "NÅ!!80" i Huset i København.
- I poplyrikken hos specielt Peter A. G og Lars Lilholt er det det individuelle følelsesliv og digterens digterliv, der bliver hovedtemaet.

Peter A.G. Nielsen: Ridser, Revner & Buler
Lars Lilholt: Nu søger de hinanden
Lars Lilholt: Digteren

## Lyriske Virkemidler
Associationer,
Billedsprog,
Metaforer,
Besjælinger,
Personifikationer,
Rim,
Konnotationer,
Klichéer,
Slang,
Symboler,
Overdrivelser,
Underdrivelser,
Ironi,
Strofer,
Vers,